# 白庙子站
白庙子站是一个京哈线上的铁路车站，位于辽宁省兴城市白庙子村，建于1898年，目前为四等站，邮政编码为121609。目前客运：办理旅客乘降；行李、包裹托运；货运：办理整车货物发到。